# Óxido de trimetilarsina
El óxido de trimetilarsina (TMAO) es un compuesto orgánico de arsénico natural que deriva de la oxidación de la trimetilarsina.

## Presencia en la naturaleza

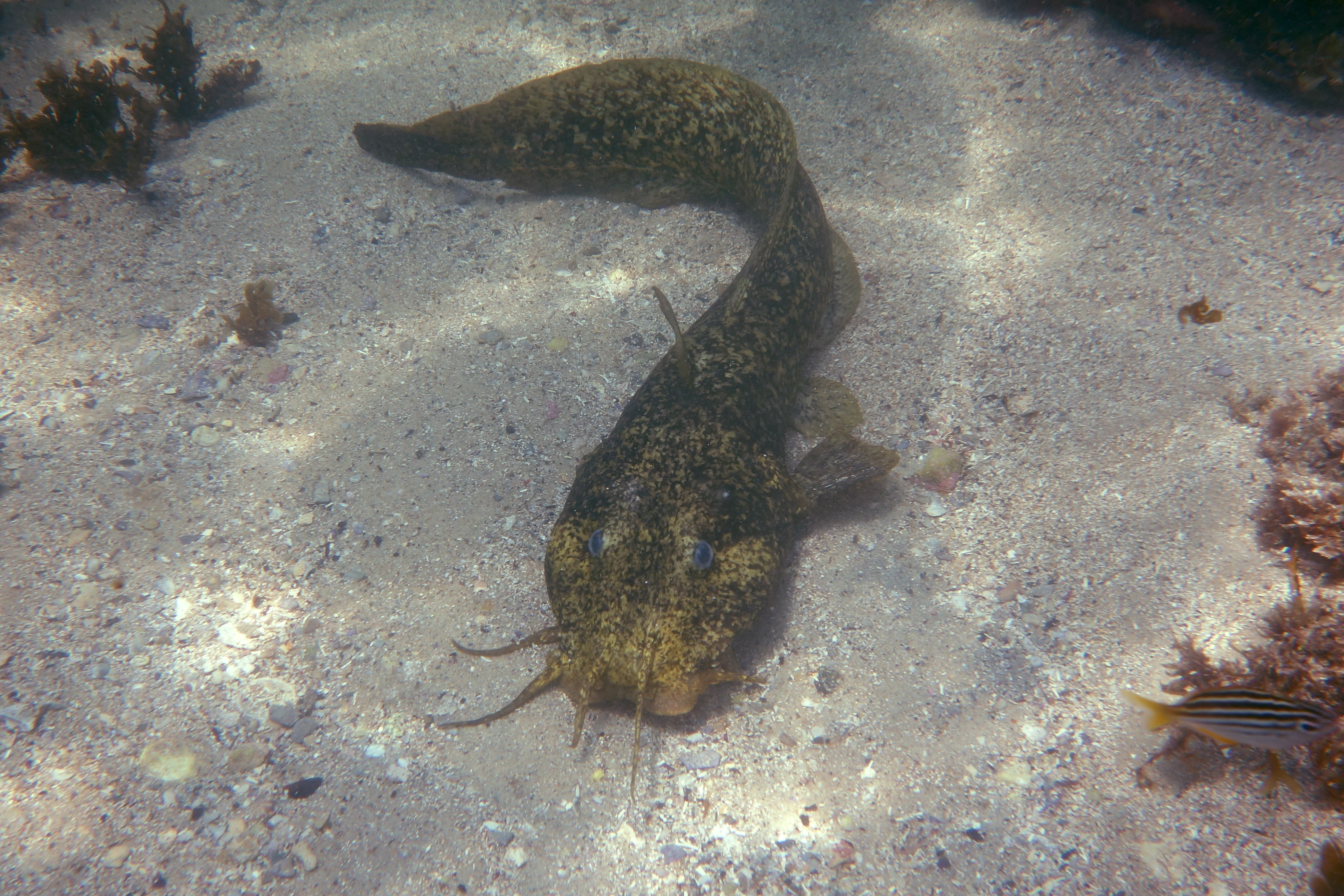
Cnidoglanis macrocephalus acumula arsénico en forma de TMAO.

Los organismos marinos acumulan compuestos organoarsénicos. Para muchos, esto ocurre principalmente en forma de arsenobetaína, mientras que el óxido de trimetilarsina se presenta sólo en pequeñas cantidades. Sin embargo, en algunas especies, el TMAO constituye la mayor parte del arsénico, por ejemplo en especies de copépodos. La arsenobetaína también se descompone parcialmente en TMAO por microorganismos marinos en los sedimentos. Se cree que el TMAO se encuentra a menudo en pequeñas cantidades en los sistemas biológicos en comparación con otros compuestos de arsénico porque varios microorganismos (incluidos Escherichia coli, Bacillus subtilis y Staphylococcus aureus) lo reducen rápidamente a trimetilarsina.
El óxido de trimetilarsina es un intermediario metabólico en la conversión de compuestos de arsénico como el arseniato en trimetilarsina en hongos y mamíferos (ratas, ratones y hámsteres). Los organismos terrestres generalmente contienen significativamente menos arsénico que los organismos marinos, aunque algunas especies de hongos del género de las trufas (Elaphomyces), presentan grandes cantidades de arsénico, del cual hasta un 28% está presente como TMAO. También se han medido cantidades mayores de compuestos de arsénico (incluido TMAO) en plantas que crecen sobre depósitos de arsénico. El contenido varió entre las diferentes plantas.